# Post-Nut Clarity
Post-nut clarity bezeichnet das Gefühl nach einem Orgasmus (und damit für gewöhnlich sexuellen Erregung bzw. Lust) wieder Klarheit zu erlangen bzw. zu Verstand zu kommen. Auch nach dem Orgasmus empfundener Ekel vor sich selbst und/oder Schuldgefühle sowie Ekel und Bedauern über den Geschlechtsverkehr oder gegenüber dem Sexualpartner werden damit assoziiert.

## Etymologie
Post-nut clarity setzt sich aus dem englischen Slangwort nut (wörtlich übersetzt: Nuss, umgangssprachliche Bedeutung Hoden) und clarity (zu deutsch: Klarheit) zusammen. Das englischsprachige Wort nut findet sich in der umgangssprachlichen Phrase busting a nut (wörtlich übersetzt „eine Nuss knacken“), womit das Ejakulieren oder Zum-Orgasmus-Kommen gemeint ist.
Die japanische Entsprechung zur englischsprachigen Phrase Post-nut clarity ist der Begriff kenjataimu. Dieses Wort setzt sich aus den Worten kenja (Weiser) und taimu (Zeit) zusammen, woraus sich die Bedeutung „Zeit des Weisen“ oder „Zeit des Philosophen“ ergibt.

## Berichterstattung
Verschiedene Internet-Medienautoren beschrieben die „Post-Nut-Klarheit“ als ein Aha-Erlebnis der Männer nach dem Geschlechtsverkehr, obwohl auch bei Frauen das Phänomen dokumentiert wurde.
Manche Ratgeber empfehlen, vor gewissen bedeutenden Entscheidungen einen Orgasmus zu haben, um besagte Entscheidungen frei vom Sexualtrieb oder Begehren zu treffen.